# Mariana González Oliva
Mariana Alejandra González Oliva Gulla (* 12. März 1976 in Buenos Aires) ist eine ehemalige argentinische Hockeyspielerin. Sie gewann mit der argentinischen Nationalmannschaft bei Olympischen Spielen zwei Bronzemedaillen und war Weltmeisterin 2002 sowie Weltmeisterschaftsdritte 2006.

## Sportliche Karriere
Das erste große Turnier der 1,58 m großen Mittelfeldspielerin waren die Olympischen Spiele 1996 in Atlanta. Die Argentinierinnen belegten in der Hauptrunde den siebten Platz unter acht Mannschaften. Mariana González wurde in fünf der sieben Spiele eingesetzt. Zwei Jahre später bei der Weltmeisterschaft 1998 in Utrecht belegten die Argentinierinnen in ihrer Vorrundengruppe den zweiten Platz hinter den Niederländerinnen. Nach einer 2:4-Niederlage im Halbfinale gegen die Australierinnen verloren sie das Spiel um die Bronzemedaille gegen die deutsche Mannschaft mit 2:3. González Oliva wirkte in allen sieben Spielen mit.
Ende 2002 fand die Weltmeisterschaft in Perth statt. Die Argentinierinnen gewannen ihre Vorrundengruppe und bezwangen im Halbfinale die Australierinnen mit 1:0. Im Finale siegten sie im Siebenmeterschießen gegen die Niederländerinnen. González Oliva stand in der Startaufstellung, am Siebenmeterschießen war sie nicht beteiligt. Bei den Panamerikanischen Spielen 2003 in Santo Domingo gewann die argentinische Mannschaft den Titel mit einem Finalsieg gegen die Mannschaft aus den Vereinigten Staaten. Im Halbfinale gegen Uruguay hatte González Oliva eines ihrer eher seltenen Länderspieltore erzielt. Im Jahr darauf bei den Olympischen Spielen 2004 in Athen belegten die Argentinierinnen in der Vorrunde den zweiten Platz. Im Halbfinale unterlagen sie den Niederländerinnen im Siebenmeterschießen, gewannen aber das Spiel um die Bronzemedaille mit 1:0 gegen die Chinesinnen. González Oliva war in allen sechs Partien dabei.
2006 bei der Weltmeisterschaft in Madrid belegten die Argentinierinnen in der Vorrunde den zweiten Platz hinter den Australierinnen. Im Halbfinale unterlagen sie den Niederländerinnen mit 1:3, im Spiel um Bronze besiegten sie die Spanierinnen mit 5:0. Im Jahr darauf gewannen die Argentinierinnen bei den Panamerikanischen Spielen in Rio de Janeiro. Bei den Olympischen Spielen 2008 in Peking belegten die Argentinierinnen in ihrer Vorrundengruppe den zweiten Platz hinter den Deutschen, wobei die Argentinierinnen den direkten Vergleich mit 4:0 gewonnen hatten. Im Halbfinale unterlagen sie den Niederländerinnen mit 2:5. Im Spiel um den dritten Platz trafen die Argentinierinnen wieder auf die Deutschen und siegten mit 3:1. González Oliva spielte in allen sieben Partien ihres letzten großen Turniers.